# EuroChallenge
Zbog nastanka novih ULEB-ovih natjecanja (Eurolige 2000. i ULEB kupa 2002.) i nestanka starih FIBA-inih klupskih natjecanja (Suprolige, Kupa Saporta i Kupa Koraća) FIBA-Europa je odlučila stvoriti vlastita nova natjecanja za europske klubove koji nisu dovoljno jaki da se pridruže ULEB-u, ali imaju sportski i ekonomski potencijal za natjecanju na međunarodnom nivou. Jedno od natjecanja je i FIBA Eurokup ili danas EuroChallenge (u početku FIBA Europska liga) koji je postao pandan ULEB-ovoj Euroligi, ali mnogo slabiji. Za razliku od starih FIBA-inih natjecanja, gdje je sudjelovanje ovisilo isključivo o sportskim kriterijima (uspjehu pojedinog kluba u nacionalnim natjecanjima), klubovi u Modernom FIBA Eurokupu su birani uglavnom po ekonomskim kriterijima (kao i kod ULEB-ovih natjecanja). Ipak je ovo natjecanje u početku imalo dosta problema, poneki klubovi su odustajali, pa je tako u prve dvije sezone od poznatijih europskih klubova sudjelovao samo Aris Solun, no u posljednje dvije sezone se natjeću i još poneki slavni europski klubovi kao Joventut Badalona, Estudiantes Madrid, ASVEL Villeurbanne, PAOK Solun.

## Pobjednici i finalisti
| Sezona             | Pobjednik                              | Rezultat finala    | Finalist                           |                    |                    |                    |                    |
| FIBA Europska liga | FIBA Europska liga                     | FIBA Europska liga | FIBA Europska liga                 | FIBA Europska liga | FIBA Europska liga | FIBA Europska liga | FIBA Europska liga |
| ------------------ | -------------------------------------- | ------------------ | ---------------------------------- | ------------------ | ------------------ | ------------------ | ------------------ |
| 2003./04.          | UNIKS Kazan                            | 87:63              | Maroussi Atena                     |                    |                    |                    |                    |
| 2004./05.          | Dinamo Petrograd                       | 85:74              | Kijev                              |                    |                    |                    |                    |
| FIBA Eurokup       |                                        |                    |                                    |                    |                    |                    |                    |
| 2005./06.          | Joventut Badalona                      | 88:63              | Himki                              |                    |                    |                    |                    |
| 2006./07.          | Akasvayu Girona                        | 79:72              | Azovmaš Mariupol                   |                    |                    |                    |                    |
| 2007./08.          | Barons Riga                            | 63:62              | Dexia Union Mons-Hainaut Quaregnon |                    |                    |                    |                    |
| EuroChallenge      |                                        |                    |                                    |                    |                    |                    |                    |
| 2008./09.          | Virtus Bologna                         | 77:75              | Cholet Basket                      |                    |                    |                    |                    |
| 2009./10.          | BG Göttingen                           | 83:75              | Krasnyje Krylja (Samara)           |                    |                    |                    |                    |
| 2010./11.          | Krka (Novo Mesto)                      | 83:77              | Lokomotiv-Kuban (Krasnodar)        |                    |                    |                    |                    |
| 2011./12.          | Besiktas (Istanbul)                    | 91:86              | Élan Chalon                        |                    |                    |                    |                    |
| 2012./13.          | Krasnye Krylia (Samara)                | 77:75              | Pınar Karşıyaka (Izmir)            |                    |                    |                    |                    |
| 2013./14.          | Pallacanestro Reggiana (Reggio Emilia) | 79:65              | Triumf Ljuberci                    |                    |                    |                    |                    |
| 2014./15.          | JSF Nanterre                           | 64:63              | Trabzonspor Basketbol              |                    |                    |                    |                    |

## Uspješnost po klubovima
| Klub                                   | Država     | Pobjednik | Finalist |
| -------------------------------------- | ---------- | --------- | -------- |
| Krasnye Krylya (Samara)                | Rusija     | 2013.     | 2010.    |
| UNIKS Kazan                            | Rusija     | 2004.     |          |
| Dinamo (Petrograd)                     | Rusija     | 2005.     |          |
| Joventut (Badalona)                    | Španjolska | 2006.     |          |
| Akasvayu (Girona)                      | Španjolska | 2007.     |          |
| Barons (Riga)                          | Latvija    | 2008.     |          |
| Virtus (Bologna)                       | Italija    | 2009.     |          |
| BG Göttingen                           | Njemačka   | 2010.     |          |
| Krka Novo Mesto                        | Slovenija  | 2011.     |          |
| Besiktas Istanbul                      | Turska     | 2012.     |          |
| Pallacanestro Reggiana (Reggio Emilia) | Italija    | 2014.     |          |
| JSF Nanterre                           | Francuska  | 2015.     |          |
| Maroussi (Atena)                       | Grčka      |           | 2004.    |
| Kijev                                  | Ukrajina   |           | 2005.    |
| Himki                                  | Rusija     |           | 2006.    |
| Azovmaš (Mariupol)                     | Ukrajina   |           | 2007.    |
| Dexia Union Mons-Hainaut Quaregnon     | Belgija    |           | 2008.    |
| Cholet Basket                          | Francuska  |           | 2009.    |
| Lokomotiv-Kuban (Krasnodar)            | Rusija     |           | 2011.    |
| Élan Chalon ( Chalon-sur-Saône)        | Francuska  |           | 2012.    |
| Pınar Karşıyaka (Izmir)                | Turska     |           | 2013.    |
| Triumf Ljuberci                        | Rusija     |           | 2014.    |
| Trabzonspor Basketbol (Trabzon)        | Turska     |           | 2015.    |

## Uspješnost po državama
| Država     | Pobjednik | Finalist | Ukupno finala |
| ---------- | --------- | -------- | ------------- |
| Rusija     | 3         | 4        | 7             |
| Italija    | 2         |          | 2             |
| Španjolska | 2         |          | 2             |
| Francuska  | 1         | 2        | 3             |
| Turska     | 1         | 2        | 3             |
| Latvija    | 1         |          | 1             |
| Njemačka   | 1         |          | 1             |
| Slovenija  | 1         |          | 1             |
| Ukrajina   |           | 2        | 2             |
| Grčka      |           | 1        | 1             |
| Belgija    |           | 1        | 1             |

## Vanjske poveznice
- službene stranice
- linguasport.com, arhiva EuroChallengea